# Fulladás (film, 2014)
A Fulladás (Swelter) 2014-es amerikai akció-thriller, melyet Keith Parmer rendezett. A főszereplők Lennie James, Grant Bowler, Jean-Claude Van Damme és Grant Bowler.
A film főhőse egy kisvárosi seriff, aki képtelen visszaemlékezni sötét múltjára. Hamarosan azonban muszáj mégis szembenéznie vele, amikor egykori társai felbukkannak és úgy hiszik, nála megtalálhatják egy korábbi lopásból származó pénzüket.

## Szereplők
| Színész                 | Szerep                   | Magyar hang     |
| ----------------------- | ------------------------ | --------------- |
| Lennie James            | Bishop                   | Törköly Levente |
| Grant Bowler            | Cole                     | Varga Gábor     |
| Jean-Claude Van Damme   | Stillman                 | Mihályi Győző   |
| Josh Henderson          | Boyd                     | Bozsó Péter     |
| Brad Carter             | Szerelő                  |                 |
| Daniele Favilli         | Kane                     |                 |
| Alfred Molina           | Doki                     | Kapácsy Miklós  |
| Catalina Sandino Moreno | Carmen                   | Solecki Janka   |
| Freya Tingley           | London                   | Czető Zsanett   |
| Abby Miller             | Peaches                  |                 |
| Guy Wilson              | Johnny                   |                 |
| Courtney Hope           | Halle                    |                 |
| Peter Vack              | Madsen                   |                 |
| Arie Verveen            | Joshua Stone tiszteletes | Sótonyi Gábor   |
| Richard Whiten          | Tony                     |                 |
| Alan Simpson            | Ronnie                   | Szabó Máté      |